# No Future (2020)
No Future ist ein Filmdrama von Andrew Irvine und Mark Smoot, das Teilnehmern des Tribeca Film Festivals ab 15. April 2020 online erstmals zur Verfügung gestellt wurde und am 22. Oktober 2021 in die US-Kinos kam.

## Handlung
Nach dem Tod seines Freundes kehrt Will, ein Ex-Junkie, zurück nach Hause. Dort beginnt er mit Claire, der trauernden Mutter seines Freundes, eine geheime, aber flüchtige Affäre.

## Produktion
Regie führten Andrew Irvine und Mark Smoot. Letzterer schrieb auch das Drehbuch.
Catherine Keener ist in der Rolle von Claire zu sehen. Charlie Heaton spielt Will, den besten Freund ihres verstorbenen Sohnes Chris, die beide in einer Band namens „No Future“ waren und die dem Film seinen Titel gab. Dieser wird von Jefferson White gespielt. Rosa Salazar übernahm die Rolle von Wills Freundin Becca, die als Pflegehelferin arbeitet, Austin Amelio spielt seinen alten Kumpel Preston.
Die Dreharbeiten fanden in Fort Worth in Texas statt.
Die Filmmusik komponierte Jon Natchez. Das Soundtrack-Album mit 21 Musikstücken wurde zum US-Kinostart von Little Twig Records als Download veröffentlicht.
Der Film sollte Mitte April 2020 im Rahmen des Tribeca Film Festivals seine Weltpremiere feiern. Einen Monat vor Beginn des Festivals wurde dieses aufgrund der Coronavirus-Pandemie abgesagt und auf unbestimmte Zeit verschoben. Dennoch wurde der Film von 15. bis 26. April 2020, dem ursprünglichen Zeitfenster des Festivals, online zur Verfügung gestellt. Die eigentliche Premiere, Vorführungen, bei denen auch das Publikum den Film sehen konnte, fand im Juni des darauffolgenden Jahres beim Tribeca Film Festival statt. Anfang Oktober 2021 wurde der erste Trailer vorgestellt. Am 22. Oktober 2021 kam der Film in die US-Kinos.

## Rezeption

### Kritiken
Von den bei Rotten Tomatoes aufgeführten Kritiken sind bislang 92 Prozent positiv.
Sheri Linden von The Hollywood Reporter schreibt, auch wenn der Film in zentralen Szenen Treffen beim Zwölf-Schritte-Programm zeige, sei No Future kein Filmdrama, das sich an den klassischen Phasen einer Suchttherapie orientiere, beginnend mit dem Tiefpunkt, der Bereitschaft, Hilfe anzunehmen, dem Kampf, einem Rückfall, einem weiteren Kampf und dem Sieg. Andrew Irvine und Mark Smoot befassten sich vielmehr mit den emotionalen Folgen der Suchterkrankung und der Genesung und dem Schaden, den eine Sucht anrichtet, nicht nur beim Süchtigen, sondern in dessen ganzem Umfeld und wie man auch wohlmeinende Menschen in diesen Strudel hineinzieht und ihnen weh tut. Eine der Stärken des Films sei die Weigerung, Claire, eine alleinerziehende Mutter, die sich jahrelang mit der Sucht ihres Sohnes auseinandergesetzt hat, in eine selbstlose Heldin zu verwandeln. Catherine Keeners Leistung sei hierbei bemerkenswert, die sie zu gleichen Teilen hart und zart spielt und mit all den komplizierten Schuldgefühlen. Während sie wie eine Therapeutin ihrem Sohn zugehört und allein mithilfe der Sprache versucht hatte, ihm zu helfen, sei Wills Vater Philip, gespielt von Jackie Earle Haley, ganz anders eingestellt, der sich misstrauisch bei Begegnungen mit seinem Sohn von ihm dessen Arme zeigen lasse.

### Auszeichnungen
Tribeca Film Festival 2020
- Nominierung als Bester Spielfilm für den Founders Award (Mark Smoot)